# 米丽亚姆·威尔特
米丽亚姆·威尔特（Miriam Welte，1986年12月9日—），出生於凯撒斯劳滕，德国女子單車運動員，兩屆世錦賽團體爭先賽冠軍，又在2012年夏季奧林匹克運動會中贏得團體爭先賽金牌。

## 簡歷
2013年，米丽亚姆·威尔特在白俄羅斯明斯克舉行的世界場地單車錦標賽中，贏得了團體爭先賽冠軍和500米計時賽亞軍。

## 外部連結
- 官方网站（德文）